# Molnár C. Pál
Molnár C. Pál (Battonya, 1894. április 28. – Budapest, 1981. július 11.) magyar festő és grafikus. Az újklasszicizmus, azaz az úgynevezett „római iskola” legjelentősebb magyar képviselője.
Dekoratív, erősen stilizált festésmód jellemzi, az olasz novecento kimutathatóan hatott rá. Képeinek többsége biblikus vagy aktkompozíció, de tájképfestőként is kipróbálta magát. Egész életművén végighúzódó fő törekvése a fantasztikum és a realitás ötvözése.
A vallásos művészet egyik megújítója, különösen Mária és Krisztus életének bensőséges ábrázolása az a téma, ami foglalkoztatta. Műveiben a mediterrán hangulat neoklasszicista nyugalommal párosul, ennek köszönhetően vált kiváló egyházi és díszítő festővé. Fontos impulzusokat kapott a metafizikus festészettől is.
A modern magyar grafika kimagasló alakja, akinek formaalkotása kubista és expresszív elemek révén vált egyedivé. Plakáttervezőként a Modiano cigarettát  reklámozó győztes pályaműve a legismertebb.
Festészeti szakíróként is publikált. Technikai tapasztalatait szakkönyvekben összegezte. Önéletrajzi írásai 1994-ben jelentek meg.

## Életpályája
Apja, Molnár József uradalmi intéző volt a Battonya melletti Tompapusztán. Édesanyja, Jeanne Contat svájci-francia nevelőnő a földbirtokos családnál; az ő családnevének kezdőbetűjét vette fel már elismert művészként.
1912-ben aradi diákként országos rajzpályázaton első díjat nyert. 1915 és 1918 között rajztanári szakon tanult a budapesti Képzőművészeti Főiskolán, ahol mestere Szinyei Merse Pál volt. A főiskola befejezése után Genfben, majd 1921–22-ben Párizsban élt. Úgy tanult a legtöbbet, hogy a Louvre-ban másolta a klasszikusokat.
1923-ban hazatért. Irodalmi műveket illusztrált, valamint fametszeteket készített, plakátokat tervezett. (Molnár C. Pál tizenegy éven át volt az Est-lapok illusztrátora. Az 1920-as évek közepén kérték fel, hogy önálló rovatként friss grafikai anyagot készítsen, olyat, ami „humoros és szerethető, ami helyettesíti a fotóriportokat és bemutatja az édes-bús Budapestet”.)  Az Est-rajzoknak köszönhetően vált Molnár C. Pál neve szinte fogalommá mint a „boldog békeidők”, a fővárosi életérzés megörökítőjéé.
Tónusgazdag, expresszív vonalvezetésű, ugyanakkor lírai hangütésű grafikáinak art deco stílusú alakjai hű képet adnak a két világháború közötti korszak polgárságának életéről. Karakterrajzai szinte mindig finom iróniával vannak átitatva.
1926-ban a Giotto di Bondone azonos című alkotásának hatására festett Szent Ferenc a madaraknak prédikál című festményével három évre ösztöndíjat nyert a római Collegium Hungaricumba. Az ösztöndíját szintén ekkor töltő Aba-Novák Vilmos, Pátzay Pál és Szőnyi István mellett  magába szívta Itália inspiráló levegőjét.
Alkotásai között egyre hangsúlyosabban jelentek meg az újklasszicista kompozíciók, melyekben a reneszánsz festészet hatásai modern megoldásokkal ötvöződtek.
Miután hazatért Rómából, sorozatosan kapott nagy egyházi megrendeléseket. Ilyen jellegű munkái közé tartozik a Városmajori templom oltárképe és a belvárosi Szt. Anna-templom mennyezetképe. Készített még oltárképet a farkasréti temetőkápolnában (Keresztes Szt. János Máriával a Golgotán), illetve megfestette a Dob utcai postapalota dísztermének mennyezetképét. Vidéken is dolgozott. Kőszegtől Battonyáig országszerte számos templomban megtekinthetők szárnyas oltárképei és freskói. Freskófestészeti technikáját (titándioxidot kevert a mészbe) később több kollégája is átvette tőle.
Merész, közvetlen stílusban nyúlt a szentek ábrázolásához, emberközelbe tudta hozni őket. (Az,  hogy az egyházművészet felé fordult, istenes műveket festett, egyfajta menekvés volt számára a külvilág borzalmai, a történelem sorscsapásai ellen.)
A II. világháború vége felé, amikor az ostromgyűrű összezáródott Budapest körül, Molnár C. Pál és családja is bombázásoknak, félelemnek s nélkülözésnek volt kitéve. „Drága otthon! Meddig ölelsz – ölelhetsz még puha, meleg öledben?  Mert hisz az ágyúk még dörögnek. A bombák még hullanak. A ház felső emeletét már elvitte néhány nehéz gránát. A műterem mennyezetén három akna ütött félméteres rést” – ír erről az időszakról a visszaemlékezéseiben. Molnár C. Pál művei közül kordokumentumnak számítanak azok a rajzok, amelyeket a budapesti bombázások után készített.
1945 után, a szocialista társadalmi berendezkedés idején szerteágazó életművének mindössze egyetlen aspektusát kiragadva „egyházi festőnek” könyvelték el, és a művészeti élet perifériájára szorították. Gyakorlatilag két évtizeden át belső emigrációban élt. A kádári időkben a kultúrpolitika már engedékenyebbé vált iránta (a támogatott–tűrt–tiltott hármasából a tűrt kategóriába került), idehaza és külföldön is szerepelhetett önálló tárlatokkal, s egy sor nemzetközi seregszemlén nyert aranyérmet. 1974-ben a Munka Érdemrend arany fokozatával tüntették ki.
Rendszerint budapesti műtermében dolgozott, nyaranként pedig Zsennyén. Mivel még idősebb korában is számos egyházi, állami, illetőleg egyéni megrendelőktől származó megbízást kapott, csaknem élete utolsó napjáig tevékenyen töltötte idejét.

## Művészete
Farkas Zoltán is megállapította a Nyugatban, festményeinek legszembeötlőbb jellegzetessége a kifejezés könnyedsége, biztossága és ötletessége.
Tisztelte a klasszikus hagyományokat (művészete egész alkotópályája során figurális maradt), de korának új irányzatai is megtermékenyítően hatottak rá, így munkáiban mind a szecesszió, mind a szimbolizmus, mind a szürrealizmus, mind pedig a nagybányai iskola hatása kimutatható.
A szürrealista stílus volt az, amelyet a leginkább a magáénak érzett, amely tulajdonképpen végigkísérte az egész életét. „Voltaképp minden művészet többé-kevésbé szürreális. Más a köznapi élet realitása és más a művészet valóság feletti valósága.” – vallotta.
Bár művei elsősorban azért népszerűek, mert  klasszicizáló, belső harmóniát sugárzó az előadásmódja, a XX. századi ember nyugtalansága is kifejezésre jut bennük.
Festészetében kiemelt helyet kapott a női szépség ábrázolása. A nőben az emberi lét titkainak hordozóját látta. Számára az „örök nő” a beteljesült boldogság jelképe volt. Egyszer megkérdezték tőle, hogyan lehetséges, hogy vallásos ember létére ennyi aktot fest, mire azt válaszolta, hogy a művész, amikor aktot fest, akkor is imádkozik: dicsőíti a Teremtőt az élet és a forma szépségéért. Sokszor hangoztatta, hogy a Teremtő két legszebb alkotása a női test és a ló.
Tájképein túlnyomórészt idilli, főként olasz tájakat ábrázolt. De több festményen és grafikán megörökítette a Tabánt,  megihlette például Eger szépsége, vagy a szülőfalujára, Battonyára lezúduló jégverés is.
Színhasználatában eleinte inkább a tiszta, világos színeket, a lágy tónusátmeneteket kedvelte, a későbbiekben viszont, ahogy kompozíciói mind drámaibbakká váltak, palettája kissé besötétedett.
Azok közé a festőművészek közé tartozott, akik minden életszakaszukban önarcképet festenek magukról.
Grafikusi pályájának csúcsát Edmond Rostand Cyrano de Bergerac című színművéhez 1932-1933-ban készített illusztrációi jelentik, amelyeket a szakma számos díjjal jutalmazott, s amelyek a műkincspiacon is keresett alkotások.
Olyan művész volt, akinek nem kellett „külön” alkalmazkodni a megbízók ízléséhez. Témában, stílusban és technikai megoldásokban igen változatos művészete, ahogy életében is utat talált a közönséghez, úgy halála után is figyelmet kelt, már csak azért is, mert alkotásainak legfontosabb jellemzője a pozitív kisugárzás, az öröm, a harmónia, mely egész életművét áthatja.

## Emlékezete

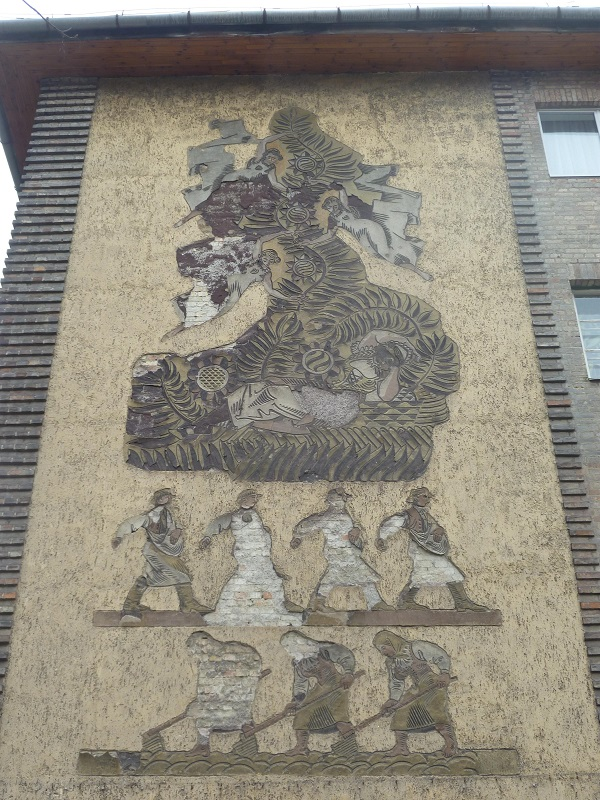
A Tavasz sgraffito (1941) a Budapest, X. kerület, Salgótarjáni utca 53. szám alatti ház falán

- Halála után 1984-ben megalapította a család és a Molnár C. Pál Baráti Kör a Molnár C. Pál Műterem-Múzeumot, melynek gyűjteménye a művész festményeit, rajzait, fametszeteit és szobrait mutatja be abban a budapesti lakásban, ahol 1931-1981 között a műterme volt. A vendégeket Molnár C. Pál leszármazottai fogadják, és vezetik körbe a képek között.[32]
- Szülőhelyén, Battonyán 1984-ben a Battonyaiak Baráti Köre és a Battonyai Nagyközségi Tanács létrehozta egy neoklasszicista épületben a Molnár C. Pál Emlékházat, benne a művész által szülőhelyének adományozott képeit állítják ki. (Angyali üdvözlet, (1934); Mezőhegyesi jegyzetek, (1950); Önarckép (1958); Dante: Divina Comedia, (1977); összesen 44 festmény, 20 grafika és egy fametszet-sorozat képezi a kiállítás anyagát.)[33]
- 1986-87-ben lakótelepeket neveztek el róla Battonyán és Mezőhegyesen.
- Molnár C. Pál halálának 25. évfordulóján, 2006. július 2-án Battonyán, a Szentháromság-templom keleti tornyának homlokzati részén avatták fel a festőművész bronzportréját ábrázoló domborműves emléktáblát, Fekete Géza Dezső munkáját.[34]

Az emléktáblán ez olvasható: „Ezen a helyen állt / az ősi battonyai plébániatemplom / amelyben 1894. ápr. 28-án / megkeresztelték / Molnár C. Pál festőművészt / 1894 - 1981 / A művész halála 25. évfordulóján / 2006-ban állíttatta / a Battonyai Katolikus Egyházközség”.
- A Fővárosi Közgyűlés döntése alapján a XI. kerületben a korábbi Balogh-lejtőt 2022-ben Molnár C. Pál lejtőnek nevezték át.[35]

## Ars poeticája
„Foglalkozásom és hivatásom olyan, amilyet a sors csak kivételezetteknek nyújt, kivételes órákban. Megadatott, hogy művész lehessek, akinek mestersége szenvedélyből és játékból tevődik össze. Hálás, boldog és megelégedett vagyok, ha szabad festenem, mert festeni jó.”

– Molnár C. Pál

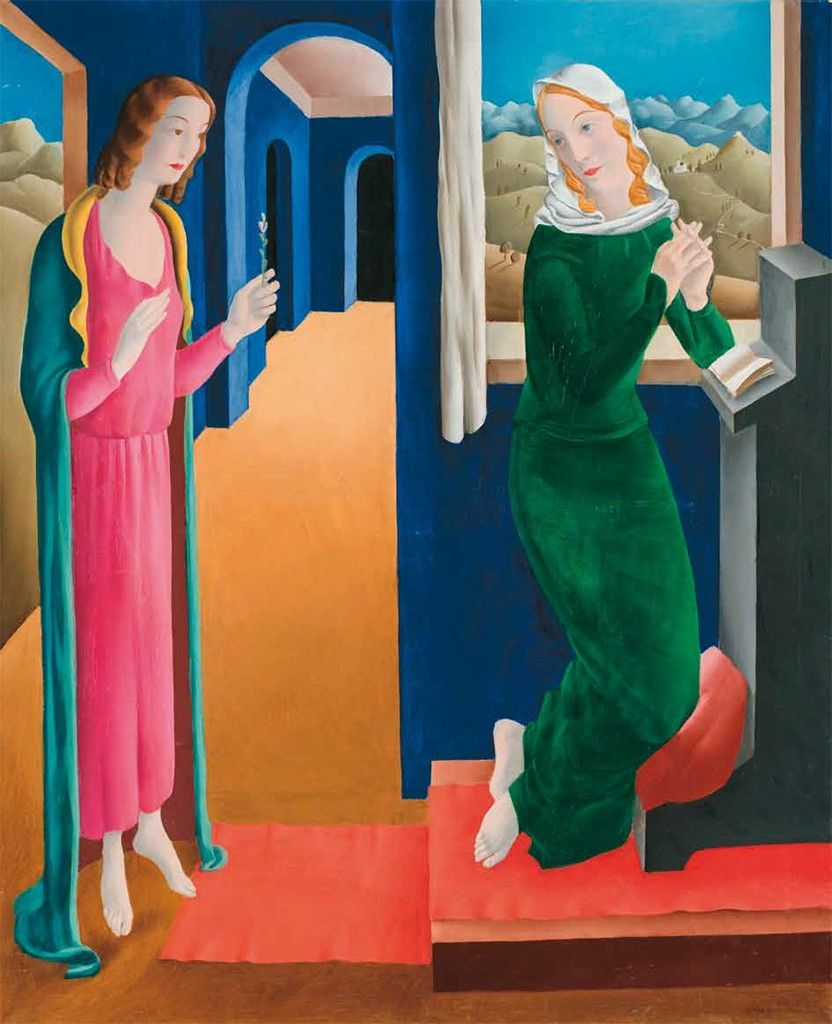
Angyali üdvözlet
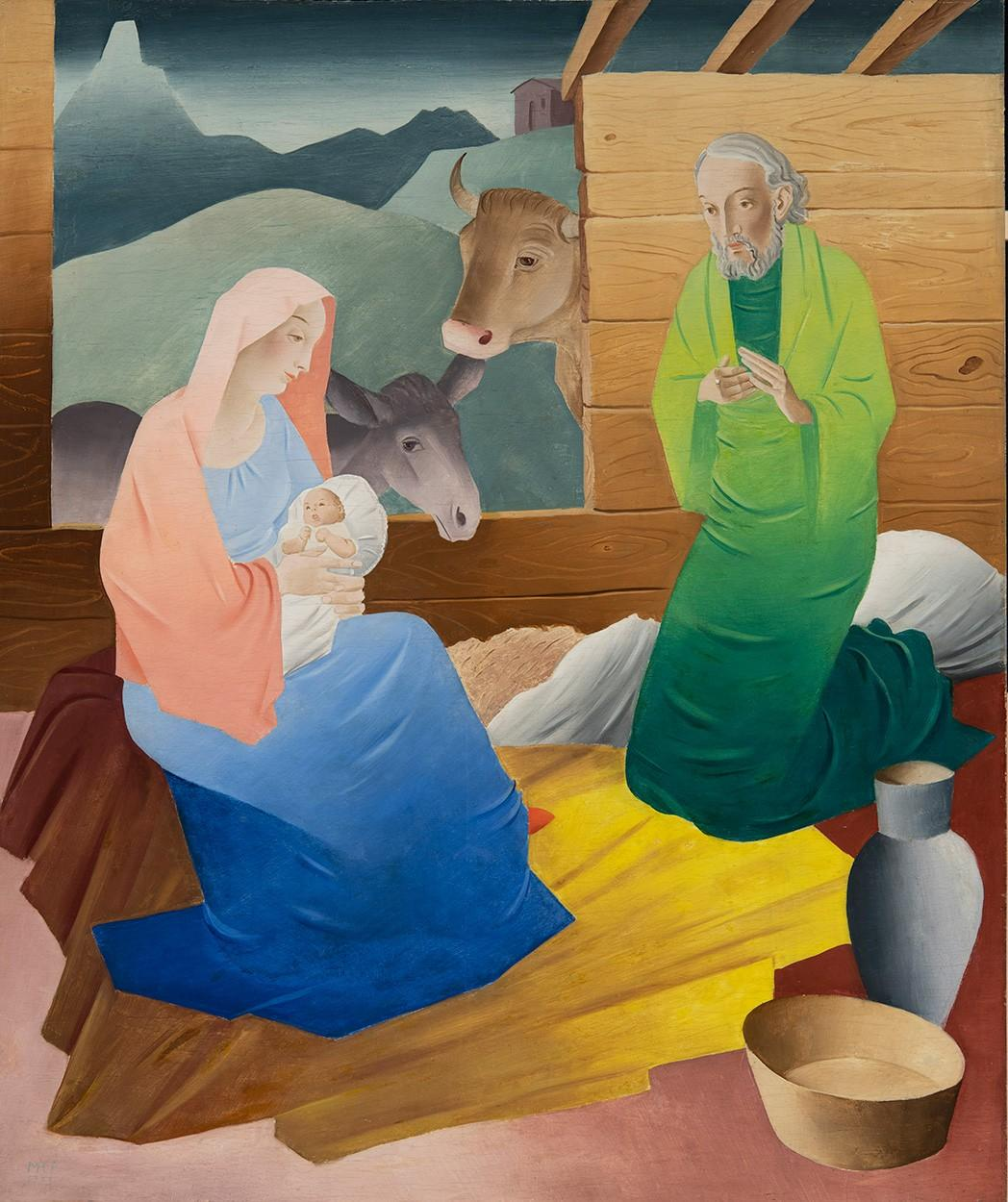
Szent család (1933)
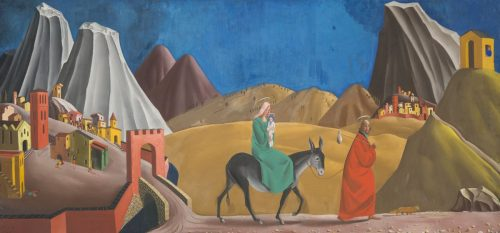
Menekülés Egyiptomba
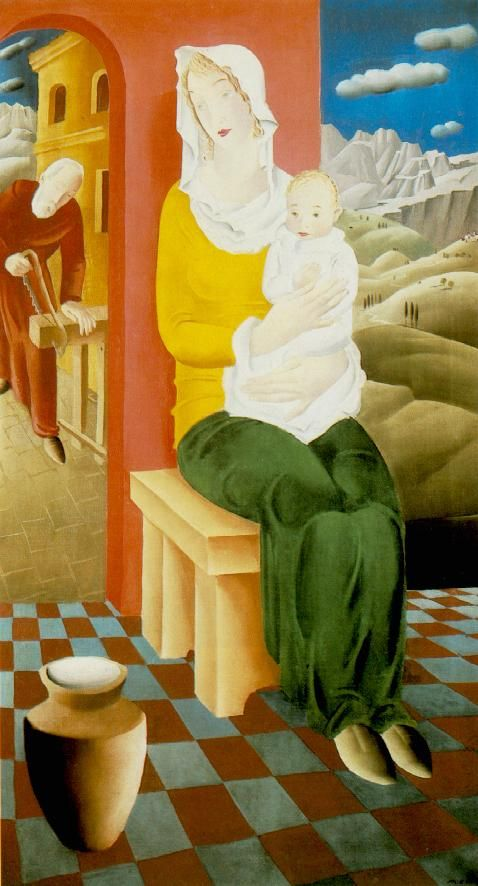
Pulóveres Madonna (1930)
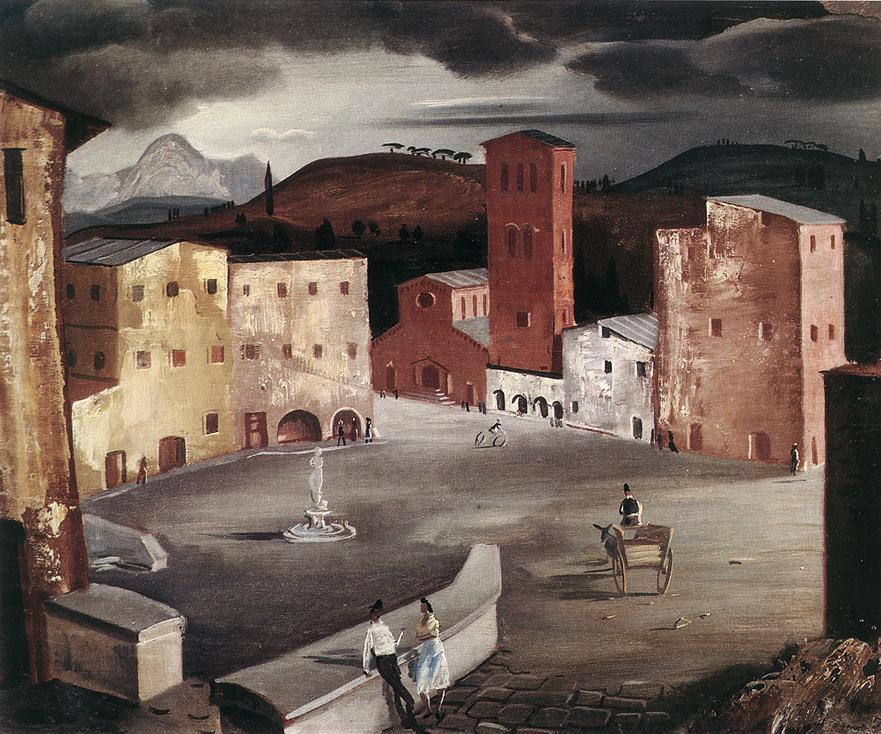
Castelli Romani, Albano
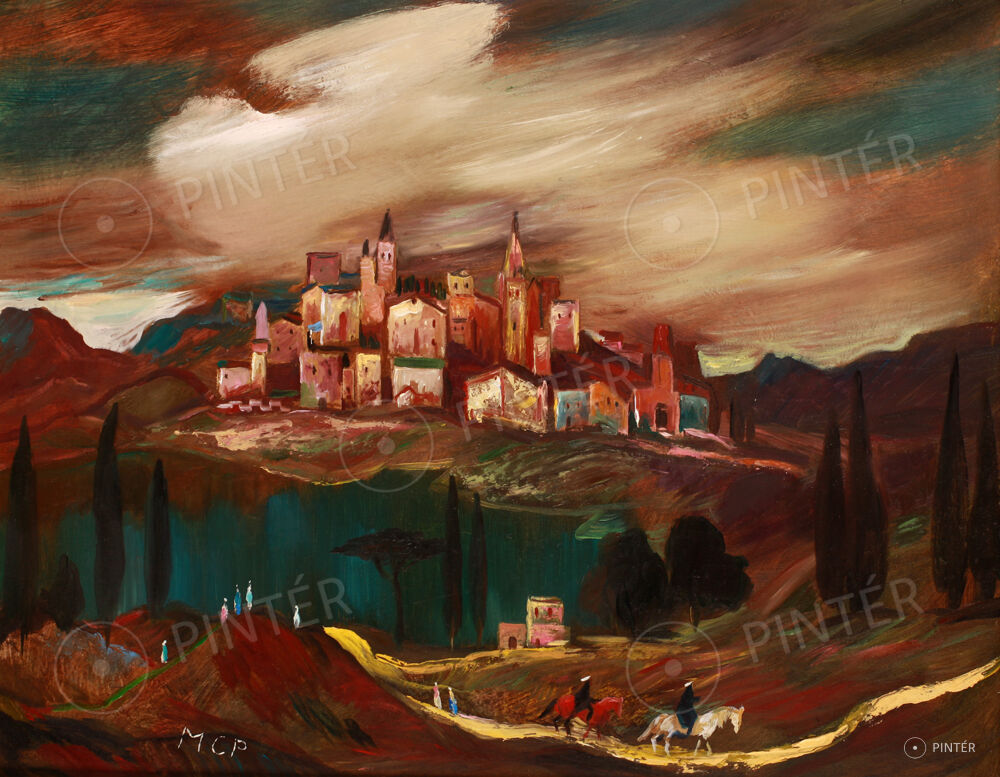
Toscanai táj
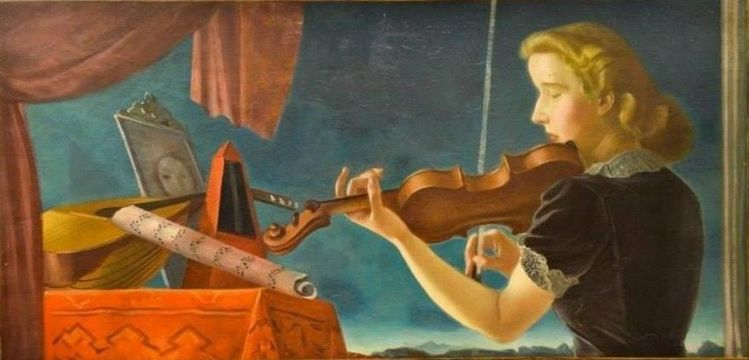
Hegedülő nő
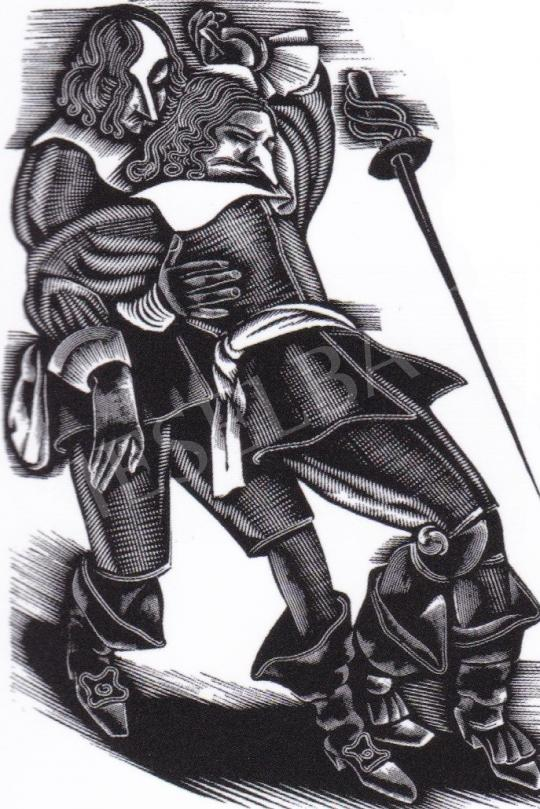
A Cyrano de Bergerac-ciklus egyik illusztrációja
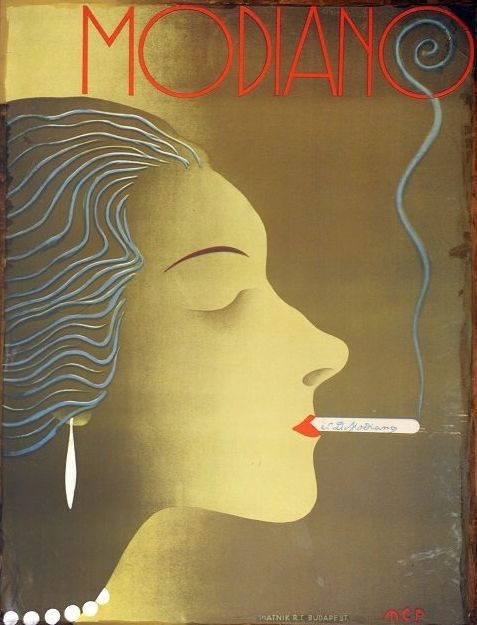
Modiano cigaretta-reklém
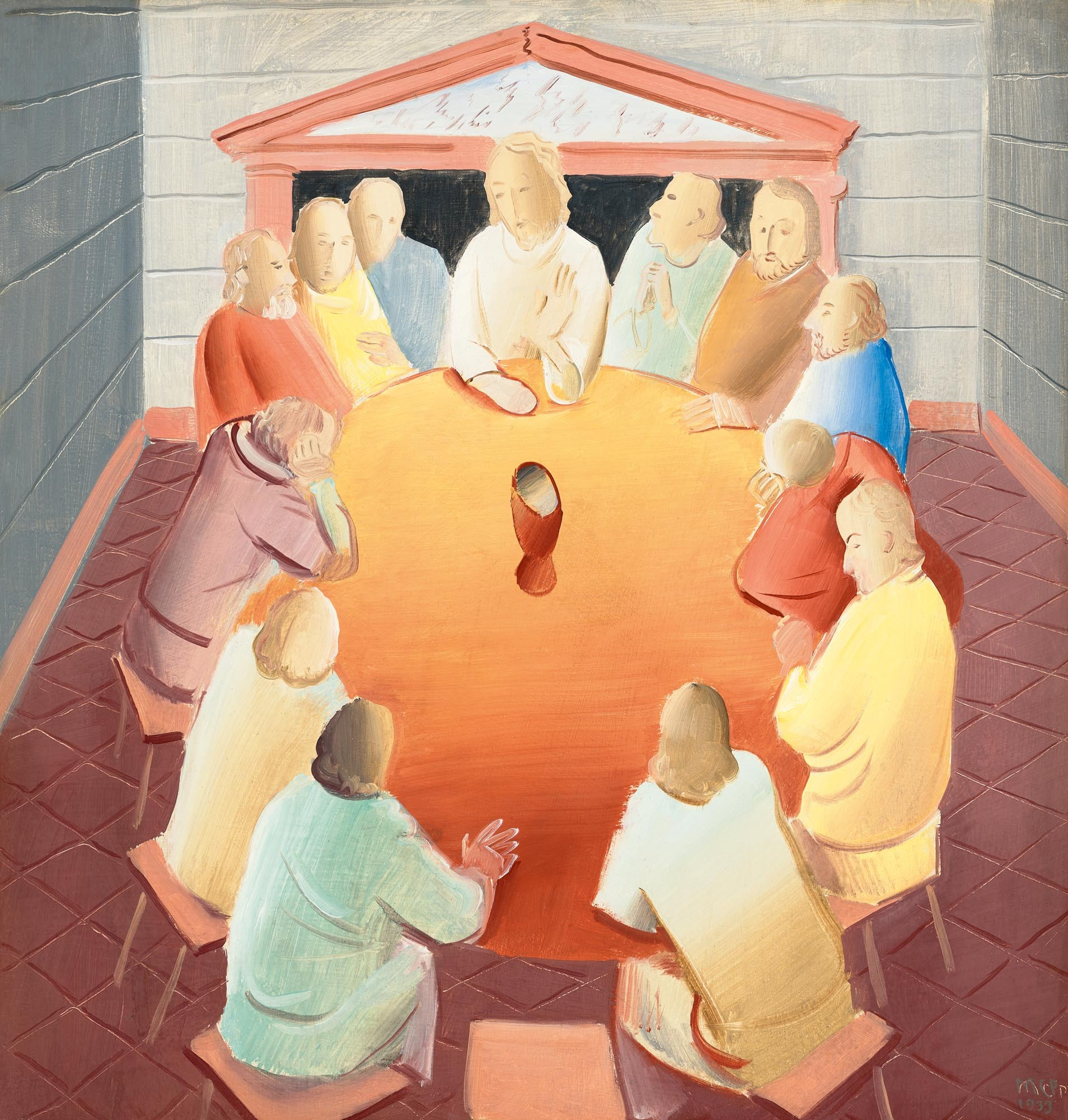
Utolsó vacsora
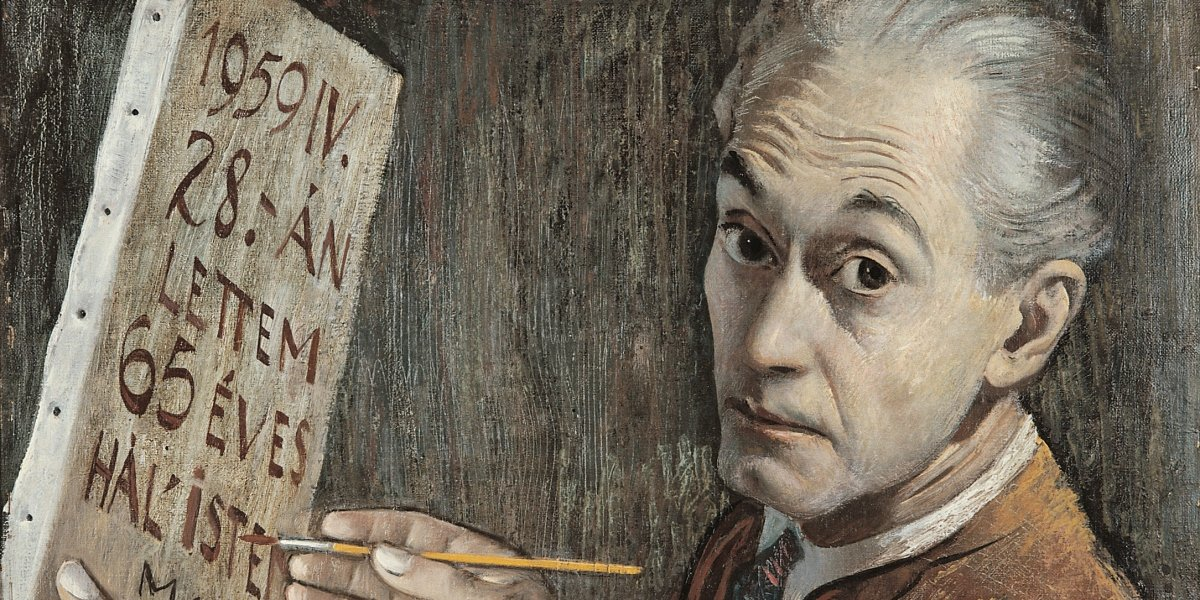
A 65. születésnapján készült portréja
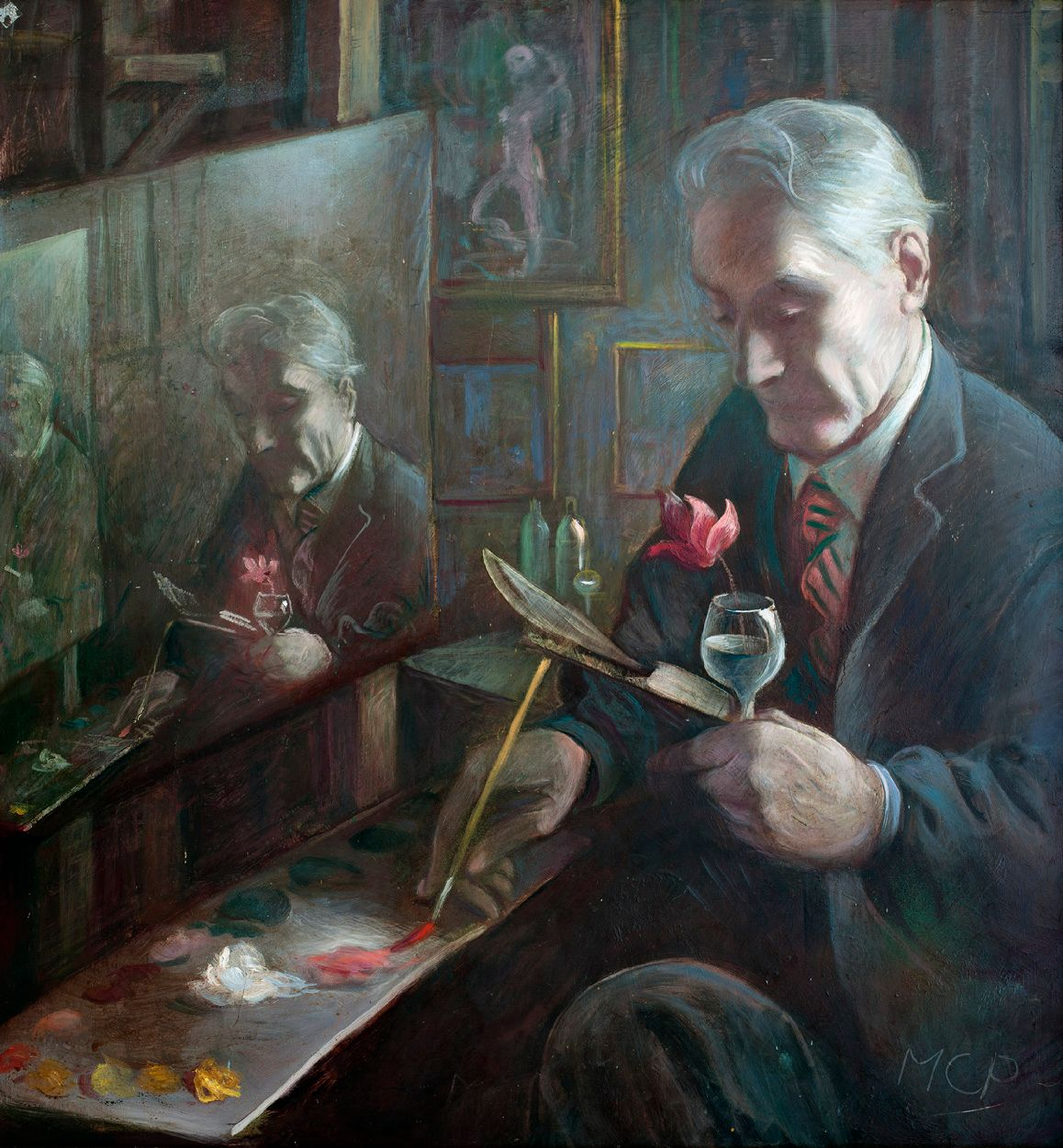
Önarckép ecsettel és virággal

## Kiállításai

### Egyéni kiállítások (válogatás)
- 1919-20 Lausanne; Genf
- 1923 Belvedere, Budapest
- 1934 Ernst Múzeum, Budapest (gyűjteményes kiállítás)
- 1937 Fränkel Szalon, Budapest
- 1955, 1959, 1965, 1970, 1977 Csók Galéria, Budapest
- 1958 Galerie Gurlitt, Berlin; Stuttgart; München
- 1969 Vaszary Terem, Kaposvár
- 1971 Szőnyi Terem, Miskolc
- 1974 Ernst Múzeum, Budapest (retrospektív kiállítás); Vaszary Terem, Kaposvár
- 1975 Ernst Múzeum, Budapest; Galerie Peithner-Lichtenfeld, Bécs
- 1976 Képcsarnok, Pécs; Móra Ferenc Múzeum, Szeged
- 1979 Battonya; Dürer Terem, Gyula
- 1980 Iskola Galéria, Csepel
- 1982 Hatvani Galéria (emlékkiállítás), Hatvan; Bartók 32 Galéria (emlékkiállítás), Budapest
- 1984 Szentesi Galéria, Szentes; Emlékház Battonyán; Műterem-Múzeum (állandó, a volt műtermében, a Ménesi út 65. sz. alatt)
- 1986 Tihanyi Bencés Apátság, Tihany
- 1988 Zalaegerszeg; Fészek Művészklub, Budapest
- 1990 Landesmuseum am Joanneum, Graz
- 1991 Szombathely; Belvedere, Bécs
- 1993 Gellért Szálló, Budapest
- 1993-1994 Móra Ferenc Múzeum, Szeged
- 1994 Tihanyi Bencés Apátság, Tihany
- 2007 Molnár C. Pál képeinek kiállítása, Vitalitas Galéria, Szombathely

### Csoportos kiállítások (válogatás)
- 1928-1942 XVI., XVII., XVIII., XX., XXI., XXII., XXIII. velencei biennále, Velence
- 1933, 1936 Varsói Nemzetközi Fametszet Kiállítás
- 1934, 1937 Párizsi világkiállítás
- 1945-től folyamatosan a Budai Művészek Egyesületével
- 1954 Ernst Múzeum, Budapest
- 2007 Országunk titkos ereje: [100 év művészvallomásai hitről, hazáról, művészetről], Szent István-bazilika altemploma, Budapest

## Művei közgyűjteményekben (válogatás)
- Magyar Nemzeti Galéria, Budapest
- Janus Pannonius Múzeum Modern Képtár, Pécs
- Keresztény Múzeum, Esztergom
- Galleria d'Arte Moderna, Róma
- Laing Art Gallery, Edinburgh
- Mostra della Biennale, Velence
- MOMA, New York
- Neue Pinakothek, München

## Művei

### Festmények (válogatás)
- 1926 Szent Ferenc a madaraknak prédikál
- 1928-36 Vénasszonyok nyara (sorozat)
- 1930 Madonna (olaj, vászon, 148 x 81 cm; Magyar Nemzeti Galéria, Budapest)
- 1930 Castelli Romani, Albano (olaj, fa, 49 x 58 cm; Galleria Spicchi dell'Est, Róma)
- (Év nélkül) Angyali üdvözlet (olaj, fa, 49 x 37 cm; magántulajdonban)
- (Év nélkül) Menekülés Egyiptomba (olaj, vászon, 178 x 268 cm; Galleria Comunale d'Arte Moderna, Róma)
- (1936 körül) Golgota : vázlat ( tempera, papír, 23 x 15,5 cm; magántulajdonban)
- 1948 Főoltár (Olaj, fa; Belvárosi plébániatemplom, Budapest)
- (Év nélkül) Quattrocento (olaj, farost, 58 x 80 cm; magántulajdonban)
- (Év nélkül) Aktok a vízparton (olaj, vászon, 64,5 x 80,5 cm; magántulajdonban)
- 1949 Szt. József halála (freskó, Váci bazilika altemploma)
- 1949 Négy boldog halál (oltárkép, Budapest, Jáki-kápolna, Városliget)
- 1949–50 Szt. Ferenc stigmái (oltárkép, Budapest, Kapisztrán Szent János-templom, Tövis utca)
- 1948-1951 Mária mennybevitele (szárnyas oltár, Budapest, Belvárosi Főplébániatemplom)
- 1952 Magyar katona a szabadságért (szocreál téma)
- 1958 Don Quijoték mindig vannak (irodalmi téma)
- (1960 körül) Pegazus lázadása (mitológiai téma)
- (1960 körül) Tornádó (tájkép)
- 1965 Gótika (művészettörténeti téma)
- 1968 Önarckép
- 1968 A titkárnő (korrajz)
- (1968 körül) Teenager (korrajz)
- 1970 Párviadal a hídon
- 1973-74 Cézár halála (történeti téma)
- 1974 Hommage à Giorgione (művészettörténeti téma)
- 1977 Kiűzetés a paradicsomból (olaj, farost, 60 x 80,5 cm; magántulajdonban)

### Falfestmények (válogatás)
- 1933 Szent Imre és Angyali üdvözlet : oltár és freskó, Városmajori templom, Budapest
- 1935 Szentháromság oltár, plébániatemplom, Battonya
- 1938-39 Három pannó, Hotel Panoráma, Budapest
- 1942 Béke téri templom triptichonja, Budapest
- 1948 Belvárosi főplébánia templom szárnyas oltára, Szombathely
- 1954 Szt. Erzsébet plébániatemplom szárnyas oltára és öt festménye, Budapest
- 1959 Bernadette-oltár, Józsefvárosi plébániatemplom, Budapest
- 1967 JPTE Jogtudományi Kar dísztermének pannója, Pécs

### Grafikák (válogatás)
- 1919-20 Európa elrablása (tus, papír, 18 x 25 cm; magántulajdonban)
- 1921 A három grácia (ceruza, papír, 24 x 16 cm; magántulajdonban)
- 1929 Római utca (tus, papír, 28 x 20 cm; Műterem Galéria, Budapest)
- 1930 A csók (litográfia, 37 x 27,5 cm; Galleria Spicchi del'Est, Róma)
- 1930 Biliárd játékosok (litográfia, 32,5 x 24 cm; Galleria Spicchi del'Est, Róma)
- 1935 Mater Dolorosa : illusztráció (fametszet, 17 x 11 cm; Műterem Galéria, Budapest)
- 1930 Szent Ferenc egy szerzetessel (fametszet, papír; magántulajdonban)

### Könyvillusztrációk (válogatás)
- Kosztolányi Dezső: Alakok; a képeket Molnár C. Pál rajzolta. Budapest : Kir. Magy. Egyet. Ny., 1929 144 o.; új kiadása: Budapest : Seneca, 1999 ISBN 9639162078
- Magyar legendarium / ford. Tormay Cécile ; fametszetű képekkel Molnár C. Pál díszítette. Budapesten : Könyvbarátok Szövetsége, 1931. 134, [2] o.
- Csak a fényre vigyázz! : Sacy von Blondel versei / Molnár C. Pál rajzaival. [Budapest] : [Dick], 1934. 79, [1] o.
- Mária : a Mária tisztelet dogmatikája és lélektana / Jánosi József ; Molnár C. Pál huszonkét fametszetével. Budapest : Pázmány Péter Irodalmi Társaság, 1935. 99 o.
- Szabó Lőrinc: Reggeltől estig : egy repülőutazás emléke. Molnár C. Pál fametszeteivel. Budapest : Magyar Bibliofilek Szövetsége, 1937. 100 o.
- Edmond Rostand: Cyrano de Bergerac : [színmű], ford. Ábrányi Emil ; Molnár C. Pál illusztrációival. 4. kiad. Budapest : Európa, 1986 ([Budapest] : NYIFÜ ; Dabas : Dabasi Ny.). 214 o. ill. ISBN 9630739259

## Társasági tagság (válogatás)
- Római iskola
- KUT
- Budai Művészek Egyesülete (alapítója és tagja 1945-től)

## Díjak (válogatás)
- 1930 Zichy Mihály grafikai díj; Milánói Triennálé aranyérme
- 1931 Szinyei Merse Pál Társaság nagydíja
- 1934, 1936 Varsói Nemzetközi Fametszet Kiállítás, aranyérem
- 1934 Padovai Nemzetközi Egyházművészeti Kiállítás, aranyérem
- 1935 Battonya díszpolgára
- 1934, 1937 Párizsi világkiállítás, Grand Prix

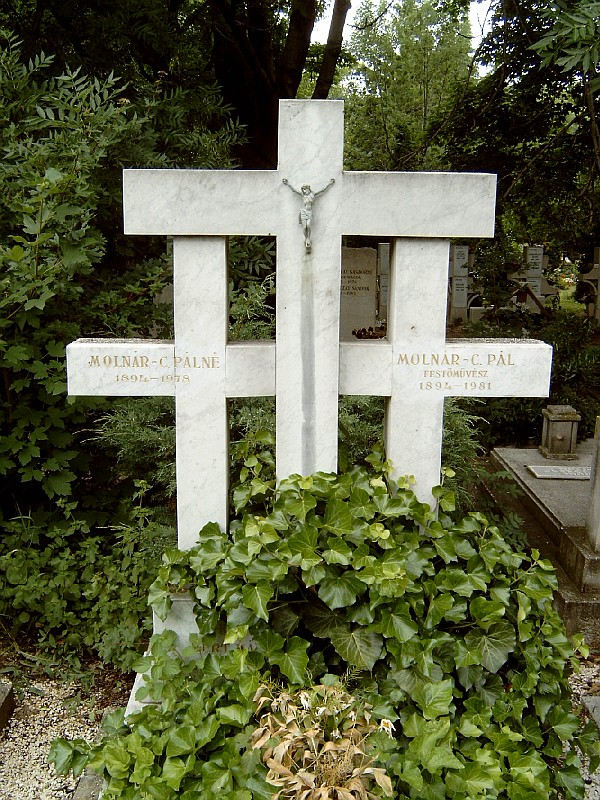
Molnár C. Pál és felesége, Gstettner Alice sírja (Budapest, Farkasréti temető: 34/2-2-41)